# Protodikraneura cephalica
Protodikraneura cephalica är en insektsart som beskrevs av Gebicki och Jacek Szwedo 2006. Protodikraneura cephalica ingår i släktet Protodikraneura och familjen dvärgstritar. Inga underarter finns listade i Catalogue of Life.